# Pulo Anna
Pulo Anna è un'isola delle Palau, nell'Oceano Pacifico, nello Stato di Sonsorol. L'isola costituisce amministrativamente l'omonima municipalità.

## Geografia
Pulo Anna è un'isola dalla forma quasi ellittica e misura 800 m da nord-est a sud-ovest, ed è larga più di 550 m. Il villaggio di Puro si trova sulla costa nord-occidentale. L'isola è circondata da una barriera corallina, circa 460 m in off-shore.